# Fondation Bertrand Russell
 (mai 2011).
Si vous disposez d'ouvrages ou d'articles de référence ou si vous connaissez des sites web de qualité traitant du thème abordé ici, merci de compléter l'article en donnant les références utiles à sa vérifiabilité et en les liant à la section « Notes et références ».
La Fondation Bertrand Russell (Bertrand Russell Peace Foundation en anglais) est un organisme créée en 1963 pour poursuivre le travail du philosophe Bertrand Russell. Elle agit dans les domaines de la paix, de la justice sociale et des droits de l'homme. La Fondation Bertrand Russell s'intéresse en particulier aux risques d'une guerre nucléaire. Ken Coates en fut le directeur.
L'un des outils de la fondation est son journal The Spokesman (en), fondé en 1970, et la maison d'édition associée qui publie des livres politiques et historiques.

## Publications
- Ken Coates and Tony Topham, Participation or Control? (1967)
- Jo O'Brien, Women's Liberation in Labour History (1972)
- After the Chilean Coup (1973)
- Salvador Allende, Chile: No More Dependence! (1973)
- Ken Coates, Democracy in the Labour Party (1977)
- Ken Coates and Tony Topham, The Shop Steward's Guide to the Bullock Report (1977)
- Peter Jenkins, Where Trotskyism Got Lost (1977)
- Alan Roberts and Zhores Medvedev, Hazards of Nuclear Power (1977)
- Brian Sedgemore, The How and Why of Socialism (1977)
- Michael Barratt Brown et al., ed., Full Employment (1978)
- Berufsverbote Condemned (1978)
- Trident - Nuclear Proliferation the British Way (2008)
- Obama's Afghan Dilemma (2008)
- Democracy Old and New (2008)
- Tskhinvali: Shock and Awe (2008)
- Mike Cooley, Architect or Bee? The Human Price of Technology, avant-propos de Frances O'Grady (2017)
- Mike Cooley, Delinquent Genius: The Strange Affair of Man and His Technology, avant-propos de Michael D. Higgins.  (ISBN 978 085124 878 3) (2018).
- Mike Cooley, The Search for Alternatives, Liberating Human Imagination: A Mike Cooley Reader.  (ISBN 978-085124-8851) (2020)